# Веприк Олег Олексійович
Олег Олексійович Веприк (нар. 2 квітня 1983, Івано-Франківськ, УРСР) — український футболіст, півзахисник.

## Клубна кар'єра
Почав займатися футболом в Івано-Франківську в ДЮСШ-3 у тренера Ярослава Серемчука. Після цього займався у львівському УФК. У 2001 році почав виступати за «Карпати-2» у другій лізі, після також виступав за «Карпати-3» (згодом команда називалася «Галичина-Карпати»). Його також запрошували до ФК «Львів». 7 травня 2002 року дебютував за основу львівських «Карпат» у вищій лізі в матчі проти «Олександрії» (0:0), Веприк почав матч в основі, але на 78-ій хвилині він був замінений на Душана Шимича. У серпні 2002 року брав участь у прощальному матчі Богдана Стронціцького. У сезоні 2005/06 років став разом з командою срібним призером Першої ліги та дійшов до півфіналу Кубку України. Всього за «Карпати» провів 59 матчів і забив 7 голів. В кінці травня 2006 року розірвав контракт з «Карпатами».
У червні 2006 року перебував на перегляді в харківському «Металісті». Влітку 2006 року перейшов в івано-франківський «Спартак». У команді провів півроку і зіграв 14 матчів, забив 2 м'ячі у Першій лізі та 1 матч у Кубку України. Потім грав за «Миколаїв» у Першій лізі, в команді став основним гравцем і зіграв 39 матчів та забив 5 м'ячів.
У липні 2008 року перейшов в «Кримтеплицю» з Молодіжного. У команді у Першій лізі провів 17 матчів та забив 1 м'яч. У липні 2009 року залишив розташування команди. Влітку 2009 року побував на перегляді в «Прикарпатті» з рідного Івано-Франківська. Після виступав в аматорському чемпіонаті України за «Карпати» (Яремче). З 2010 року виступає за «Карпати» з Яремче в чемпіонаті Івано-Франківської області.
Дебютний гол за команду  «Прикарпаття» забив 14 квітня 2017 року команді «Металург» (Запоріжжя) на 70 хвилині.

## Кар'єра в збірній
За молодіжну збірну України U-21 провів 1 матч, 10 лютого 2003 року в виїзному поєдинку проти Єгипту (1:3), Веприк почав матч в основі, а на 69-ій хвилині він отримав другу жовту картку і був видалений з поля.

## Досягнення
- Перша ліга чемпіонату України
  -  Срібний призер (1): 2005/06

- Кубок України
- 1/2 фіналу (1): 2005/06

## Особисте життя
У липні 2007 року одружився.